# Papilio maackii
Papilio maackii là một loài bướm thuộc họ Papilionidae. Nó được tìm thấy ở châu Á, in Nhật Bản, Trung Quốc và Hàn Quốc.
Sải cánh dài 70–80 mm.
Ấu trùng ăn Phellodendron amurensis, Zanthoxylum ailanthoides và Phellodendron amurense.

## Hình ảnh

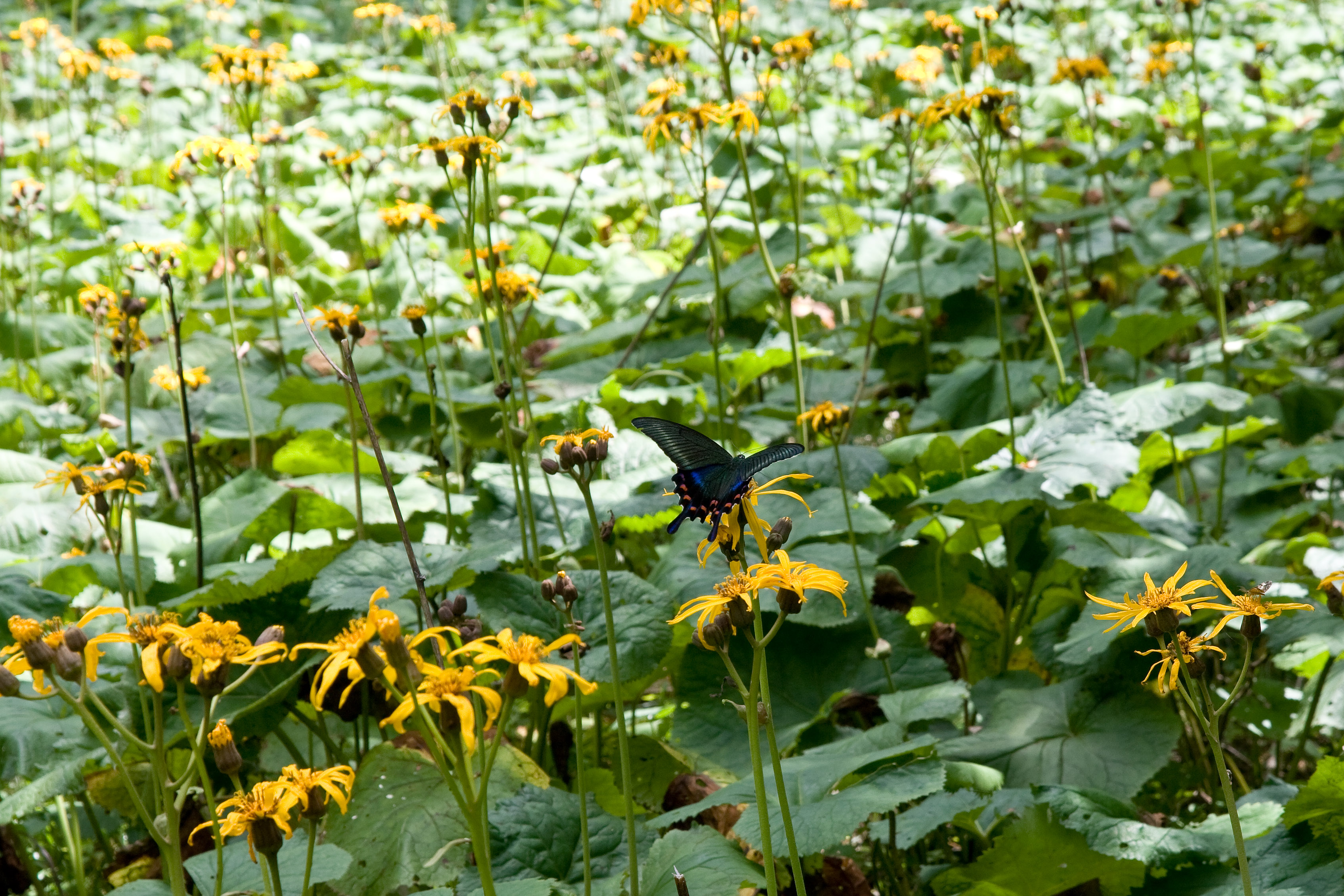
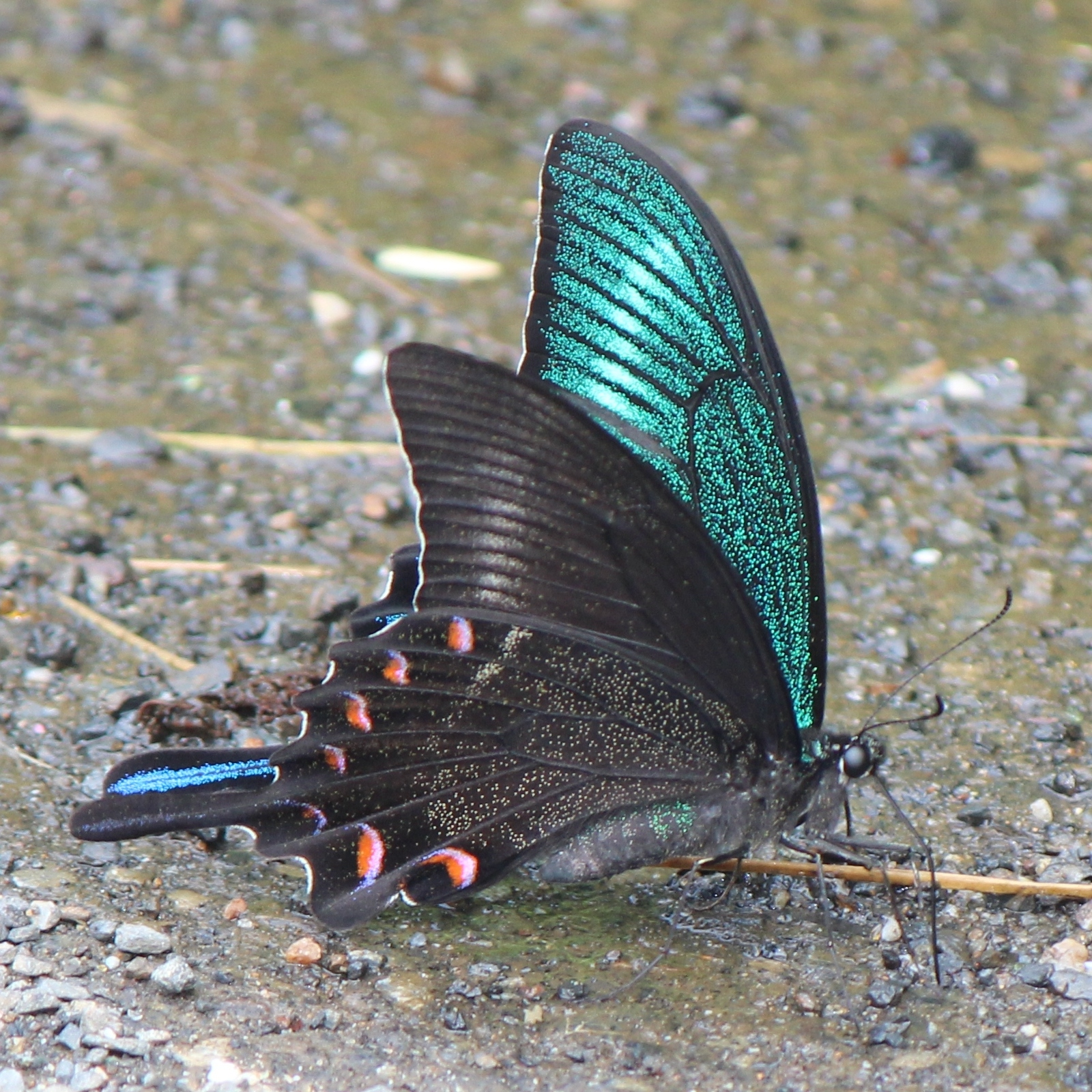
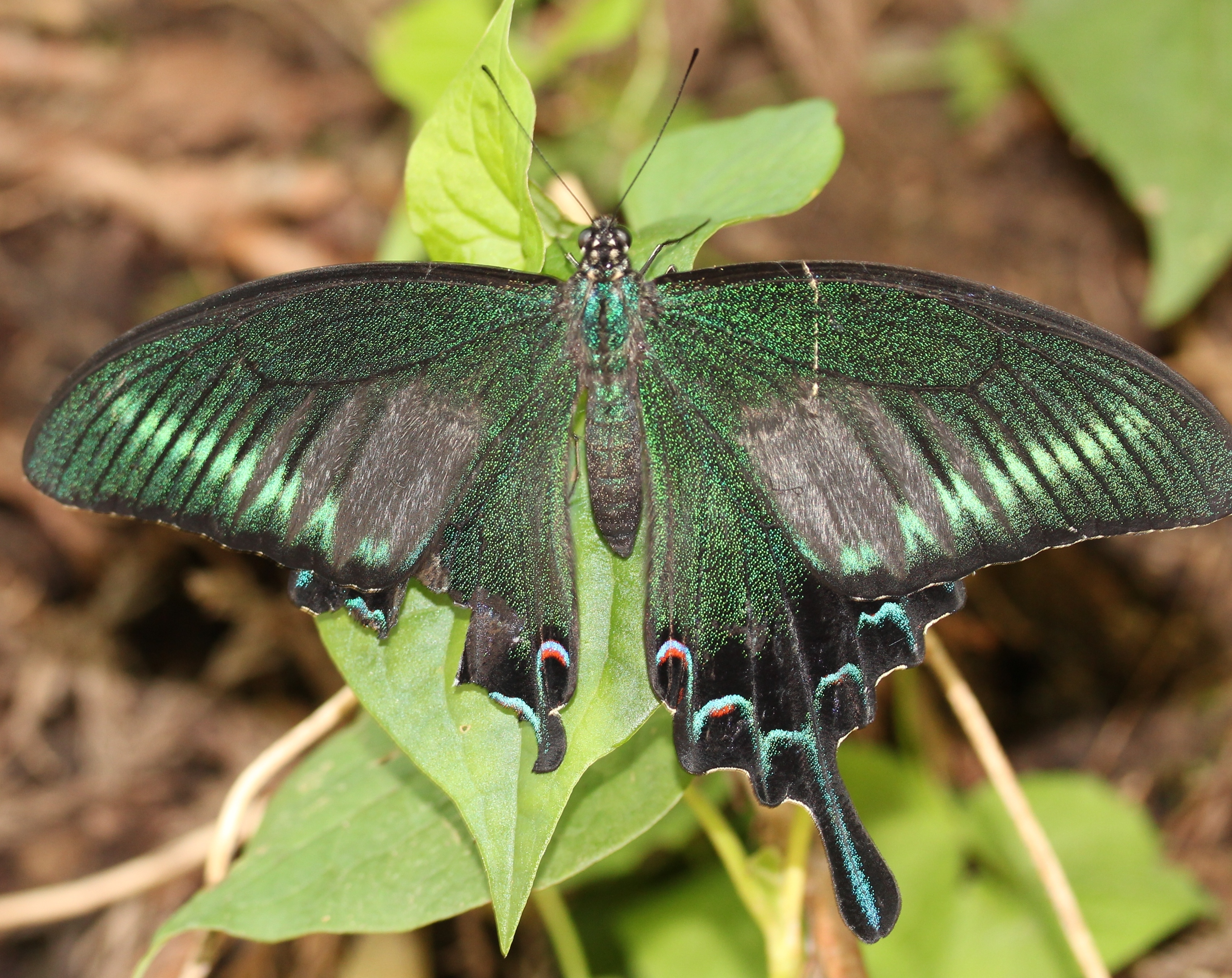
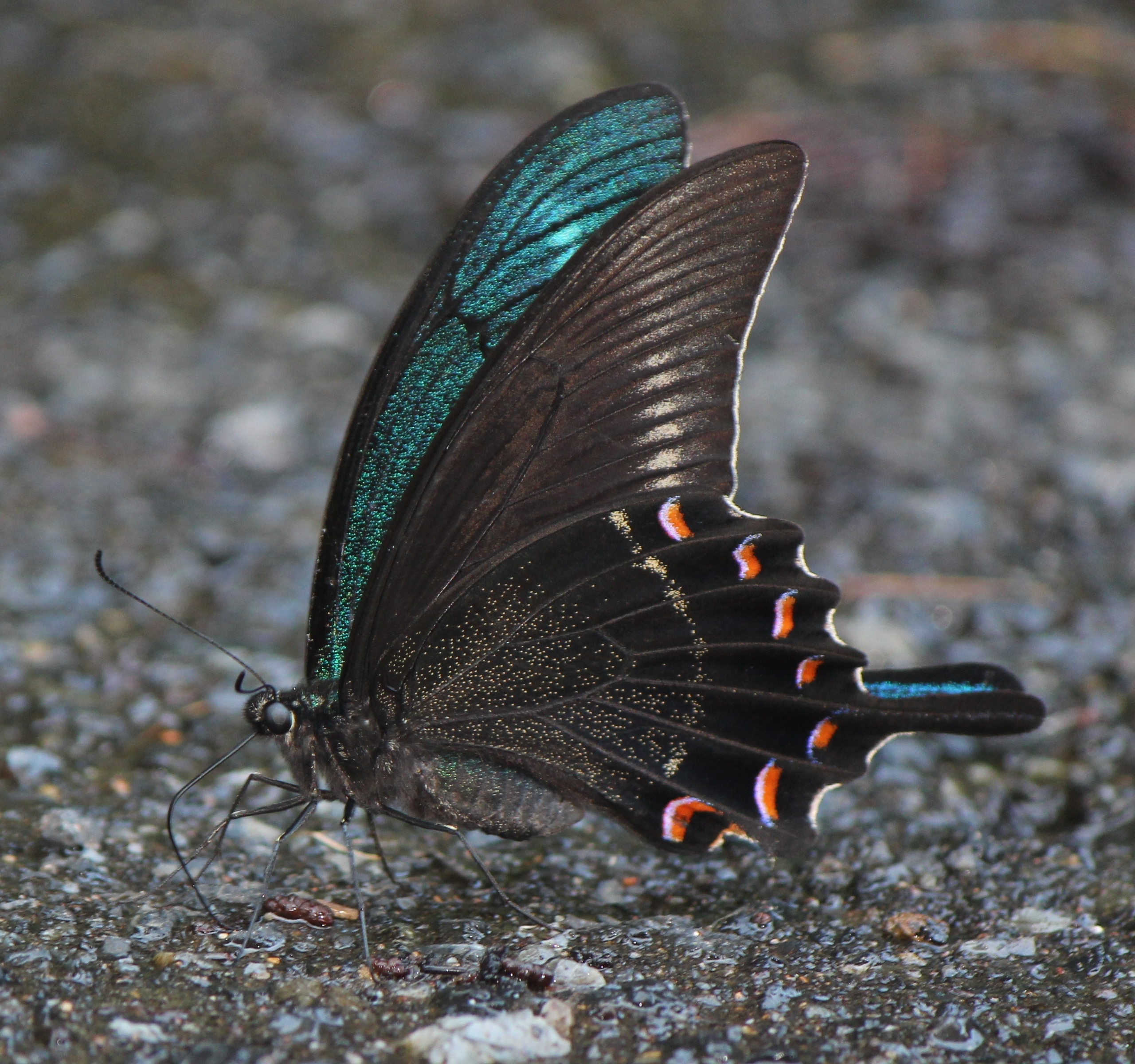